# Mercedes-Benz Group
A Mercedes-Benz Group AG egy németországi székhelyű multinacionális járműgyártó vállalat. 1926-tól 1998-ig Daimler-Benz, 1998-tól 2007-ig DaimlerChrysler, 2007-től 2022-ig Daimler néven működött, 2022 óta Mercedes-Benz Group néven fut. Székhelye Stuttgartban található.
A csoporthoz a következő márkák tartoznak: Mercedes-Benz, Smart, Mercedes-AMG, Detroit Diesel, Freightliner, Western Star, Thomas Built Buses, EvoBus (buszgyártó részleg, márkái: Setra és Mercedes-Benz buszok), BharatBenz (indiai részleg), Mitsubishi Fuso, továbbá részvénye van a Kamaz, Denza, Beijing Automotive Group cégekben is. Korábbi márkák: Maybach (2012-ben csődbe ment). 2017-ben 3.3 millió gépjárművet adtak el szerte a világon. A cég jelenleg a világ tizenharmadik legnagyobb autógyártó, illetve a legnagyobb tehergépkocsi-gyártó vállalata.[forrás?]

## Története
1926-tól 1998-ig Daimler-Benz, 1998-tól 2007-ig DaimlerChrysler, 2007-től 2022-ig Daimler néven működött, 2022 óta Mercedes-Benz Group néven működik.

## Gyárai
- Bad Cannstatt és Untertürkheim városrészek, Stuttgart, Németország  – motorgyár
- Kuppenheim, Németország  – akkumulátorgyár[1]

### Autó-összeszerelő üzemek
- Bréma, Németország
- Düsseldorf, Németország
- East London, Dél-afrikai Köztársaság
- Hambach, Franciaország
- Kecskemét, Magyarország
- Ludwigsfelde, Németország (lásd még: Ludwigsfeldei Iparművek)
- Peking, Kína
- Rastatt, Németország
- Sindelfingen, Németország
- Tuscaloosa, Alabama, Amerikai Egyesült Államok
- Vitoria-Gasteiz, Spanyolország

### Tehergépkocsi-gyártás
- Wörth, Németország
- Gaggenau, Németország [forrás?]
- Kuppenheim, Németország [forrás?]

### Buszgyártás
- Hoşdere, Törökország
- Mannheim, Németország
- Neu-Ulm, Németország